# Jan Beneš
Jan Beneš pseudonimy: Milan Štěpka, Bobisud Mihule, Mojmír Čada, Ing. Čada, JAB, JeBe, Světlana, Sirius (ur. 21 marca 1936 w Pradze, zm. 1 czerwca 2007) – czeski prozaik, publicysta, tłumacz, autor scenariuszy, wykładowca akademicki, pracownik Departamentu Obrony Stanów Zjednoczonych podczas emigracji w USA. Ofiara reżimu komunistycznego, krytyk reżimów totalitarnych, więziony za przekonania polityczne, sądownie zrehabilitowany w 1990.

## Życiorys

### Wczesne życie
Był synem architekta Bohuslava Beneša. W latach 1951–1955 uczył się w Szkole Rzemiosła Artystycznego w Pradze. W latach 1955–1956 był artystą w przedsiębiorstwie produkcyjnym Plzeňské dílo i w firmie Hamiro w Příbram wytwarzającej zabawki. W latach 1956–1958 odbył zasadniczą służbę wojskową w Preszowie, w trakcie której, został aresztowany; w kwietniu 1958 r. sąd wojskowy skazał go na 25 miesięcy więzienia za nielegalne posiadanie broni i kradzież mienia socjalistycznego. Czynu tego nie popełnił, jednak nie odwoływał się od wyroku, aby nie zaszkodzić współoskarżonemu. Do 1960 r. odbywał karę w więzieniach w Koszycach, Ilavie, Ołomuńcu i Ruzyně, a także w obozie pracy przymusowej w Mostecku, gdzie pracował jako górnik w kopalni uranu. Po wyjściu z na wolność, w maju 1960 r., pracował jako inscenizator w Centralnym Teatrze Lalek w Pradze. Jednocześnie zaczął wyrażać literacko swoje doświadczenia życiowe. Po dwóch latach pracy w teatrze został zwolniony. Od 1960 r., przez rok uczęszczał na wykłady z historii sztuki na Uniwersytecie Palackiego w Ołomuńcu, a następnie od 1961 r., również przez rok, na wykłady ze scenografii na Wydziale Teatralnym Akademii Sztuk Scenicznych w Pradze. W latach 1965–1966 studiował na wydziale prawa Uniwersytet Karola w Pradze.

### Działalność literacka
W latach 60. stał się znaną postacią w kręgach literackich. W 1963 r. zadebiutował wydawniczo, opublikował tom opowiadań Do vrabců jako když střelí. Otrzymał za niego kilka nagród m.in. w 1964 r. nagrodę literacką gazety Czerwone Prawo – oficjalniej gazety Komunistycznej Partii Czechosłowacji, za opowiadanie Expert z tego tomu. Jednocześnie gazeta odmówiła publikacji opowiadania na swoich łamach. Napisana w 1963 r. książka Druhý dech, której akcja toczy się w komunistycznym obozie jenieckim, również nie spodobała się cenzurze i została zakazana decyzją wydziału ideologicznego KC Komunistycznej Partii Czechosłowacji. Po raz pierwszy książka została wydana w 1969 r. w Stanach Zjednoczonych, w języku angielskim. W języku czeskim wydana została w 1971 roku w Szwajcarii.
Jego opowiadania były drukowane w pismach Plamen, Host do domu i Mladá fronta, był też członkiem redakcji magazynu Tvář. Wybrane utwory były adaptowane dla radia i telewizji (Čas plyne i v neděli, reż. Miloslav Zachata) i na potrzeby produkcji filmowych (Motýl, reż. Elmar Klos). Angażował się także społecznie – wraz z Václavem Havlem wystąpił z inicjatywą zwołania kongresu pisarzy w 1965 roku, występował także w obronie uwięzionych sowieckich pisarzy Andrieja Siniawskiego i Julija Daniela.
W latach 1964–1966 współtworzył pismo emigracyjne Świadectwo, w którym publikował opowiadania (pod pseudonimem Milan Štěpka) oraz cykl pt. Dopisy Světlaně o sytuacji kulturowej i politycznej w Czechosłowacji (pod pseudonimem Sirius). Pismo założył, przebywający na uchodźstwie Pavel Tigrid. W 1966 r. sekretarka Tigrida ujawniła współpracę Beneš z pismem. W sierpniu 1966 r. został aresztowany i przesłuchany przez służby bezpieczeństwa. Dzięki międzynarodowej akcji, zorganizowanej przez Amnesty International, oskarżenie Beneša przekwalifikowano na działalność wywrotową. Rozprawa sądowa odbyła się w lipcu 1967, podczas której Beneš nie ukrywał negatywnego stosunku do reżimu komunistycznego. Został skazany na 5 lat więzienia. Jednocześnie został wydalony ze Związku Pisarzy Czechosłowackich. Tylko dwoje jej członków, Hela Volanská i Václav Havel zagłosowali przeciwko. 22 marca 1968 r. prezydent Antonín Novotný udzielił mu ułaskawienia.

### Na emigracji
W kolejnych miesiącach Beneš zajmował się publicystyką, wydał zbiór opowiadań Disproporce, przygotowywał nowe książki do publikacji. Po wkroczeniu wojsk Układu Warszawskiego w sierpniu 1968 r. Beneš wyjechał do Paryża. Na początku 1969 r. wrócił do ojczyzny i objął stanowisko redaktora pisma Zítřek. W październiku 1969 r. opuścił Czechosłowację po otrzymaniu informacji, że władze planują ponownie aresztować go. Jego żonie Šárce również udało się uciec, ale dzieci zostały wypuszczone z kraju dopiero po dziesięciu latach. Beneš początkowo mieszkał we Francji, gdzie przygotowywał publikacje swoich książek.
W 1970 r. wyemigrował do USA. Zarabiał na życie jako pracownik fizyczny i uczył się języka angielskiego. W latach 1973–1974 pracował jako asystent naukowy w Instytucie Stosunków Międzynarodowych Uniwersytetu Harvarda. W 1974 roku został zatrudniony przez Departament Obrony Stanów Zjednoczonych i pracował w wojskowej szkole językowej Defense Language Institute w Monterey. Do 1979 r. studiował w Chapman College. Wykładał na różnych uniwersytetach w USA, Anglii, Niemczech i Austrii. Pisał podręczniki dla oficerów wywiadu amerykańskiego, publikował w prasie emigracyjnej i wydawał książki, w których opisywał czechosłowacką rzeczywistość, zwłaszcza lat 50. i 60. (Zelenou nahoru, 1977). W 1991 r., razem z czechosłowackim szpiegiem Josefem Frolíkiem, napisał książkę (Střílející abatyše, 1991). Przygotował także korektę pamiętników Frolika.

### Powrót do ojczyzny
W 1989 r. Jan Beneš przyjechał do Czechosłowacji. Pisał i redagował teksty do magazynu Nový Polygon, publikował zarówno swoje starsze teksty, jak i nowe książki (Svoboda nechodí v rudém šatě, 1995). Wydał pamiętnik Indolence (1992), w którym opisał okoliczności swojego skazania w 1967 r., jednocześnie krytycznie odniósł się do realiów okresu reżimu komunistycznego. Opublikował książkę z gatunku literatury faktu, w której opisał historię Komunistycznej Partii Związku Radzieckiego pod tytułem Čas voněl snem (2004). Poza działalnością publicystyczną był zaangażowany w Konfederację Więźniów Politycznych Republiki Czeskiej, stowarzyszenie byłych więźniów politycznych. W 1990 r. został sądownie zrehabilitowany, w 1994 r. wrócił na stałe do Czech. W 2007 r. popełnił samobójstwo.

## Wybrana twórczość
Zbiory opowiadań:
- Do vrabců jako když střelí, 1963
- Situace, 1963
- Disproporce, 1965
- Na místě, 1969
- Až se se mnou vyspíš, budeš plakat, 1969
- Index, 1973
- Můj otec nepadl za nikoho, 1969
- The Blind Mirror, 1971
- Na místě, 1972
- Banánové sny, 1984
- Žádné kvítí, 1986
- Svoboda nechodí v rudém šatě, 1995
- Psové a jiné animálie, 2004

Powieści:
- Druhý dech, 1969
- Second Breath, 1969
- Druhý dech, 1974
- Trojúhelník s Madonou, 1969
- Zelenou nahoru, 1977
- Smrt kmotřička, 2001
- Indolence, 1994
- Balada o Ludimíru,1996
- Americká causerie: Čtení po Evropě, 1997
- Americký pitaval, 1997
- Střílející abatyše (z Josefem Frolíkem), 2001
- Moji výbušní zlotvoři, 2001

Literatura faktu:
- Ve znamení lva, historie čs. zahraničních armád, 1972
- Always Dubiety, 1974
- The Geography and History of Czechoslovakia, 1986
- The Economical and Political Affairs in Contemporary Czechoslovakia, 1986
- Zločin genocidy, 1989
- Zločin genocidy: Litva v drtivém objetí velkého bratra SSSR 1939–1953, 2001
- Ve znamení temna: sovětská špionážní a podvratná činnost proti Československu v letech 1918–1969: studijní materiál pro doplnění zápočtových seminářů FFUK (podle práce Františka Augusta), 2001
- Čas voněl snem: stručný přehled dějin VKS(b): doplňkový studijní materiál, 2004

Antologie:
- Die zerbrochene Feder, 1984
- Lásky a nelásky, 1998
- Rasskazy i povesti sovremennych češskich pisatelej, 2001